# Seven Mile (Arizona)
Seven Mile est une census-designated place du comté de Navajo, dans l'État de l'Arizona, aux États-Unis. En 2020, elle compte une population de 742 habitants.